# Garelli Sport 80
Die Garelli Sport 80 war ein sportliches Leichtkraftrad, das in den frühen 1980er-Jahren von dem italienischen Hersteller Garelli gebaut wurde. Es war ein straßenzugelassenes Leichtkraftrad der 80-cm³-Klasse, das sowohl für den Alltag als auch für sportliche Fahrten tauglich war.

## Geschichte und Technik
Die Sport 80 hatte den weiterentwickelten, vertikal geteilten „G5ak“-Motor aus der sogenannten „G“-Motorenfamilie. Er war eine Weiterentwicklung des ursprünglichen 50-cm³-Motors. Die Motorenreihe war bekannt für ihre Robustheit und einfache Wartung.
Zur Serienausstattung gehörten:
- Aluminiumgussräder („mag wheels“) von Grimeca
- zwei Rückspiegel
- Cockpit mit Tachometer und Drehzahlmesser
- Schwarze Auspuffanlage
- Kickstarter

## Technische Daten
Quelle: Werksunterlagen, Neckermann-Handbuch

### Motor
| Merkmal    | Wert                                  |
| ---------- | ------------------------------------- |
| Motortyp   | 1-Zylinder-Zweitaktmotor, luftgekühlt |
| Hubraum    | 79,6 cm³                              |
| Leistung   | 4,73 kW (7,1 PS) bei 6000/min         |
| Drehmoment | 8,6 Nm bei 5600/min                   |
| Vergaser   | Dell’Orto SHB 19/19 B                 |
| Getriebe   | 5-Gang mit Fußschaltung               |
| Kupplung   | Mehrscheibenkupplung                  |
| Antrieb    | Kette                                 |

### Maße und Fahrwerk
| Merkmal                | Wert                            |
| ---------------------- | ------------------------------- |
| Rahmen                 | Doppelschleifen-Stahlrohrrahmen |
| Länge × Breite × Höhe  | ca. 1840 mm × 825 mm × 1070 mm  |
| Radstand               | ca. 1190 mm                     |
| Leergewicht            | ca. 80 kg                       |
| Reifendimension vorne  | 2,50 × 17"                      |
| Reifendimension hinten | 3,00 × 17"                      |
| Bremsen                |                                 |
| Federung vorne         | Teleskopgabel                   |
| Federung hinten        | Schwinge mit zwei Federbeinen   |

### Elektrische Anlage
| Merkmal              | Wert       |
| -------------------- | ---------- |
| Spannung             | 6 V        |
| Scheinwerfer         | 6 V/25 W   |
| Rücklicht/Bremslicht | 6 V/5/21 W |
| Blinker              | 6 V/10 W   |